# 網誌寵物
網誌寵物，起先是因為個人網站的應用而產生的裝飾性小玩具，但是在簡單又容易編輯的網誌流行起來之後，網誌寵物才真正跟著盛行起來。

## 特色
- 種類：有很多種，從一般常見的動物造型、植物造型，到機器人、外星生物般的造型都有。
- 功能：功能方面也十分多樣化。可以幫忙計算來訪人數、也可以只是單純的裝飾玩賞；或者可以取代連結功能，把一個個的網誌連結起來形成好友網。
- 共通點：雖然寵物們的歧異性很大，但是共通點都是『寵物們是居住在網誌空間裡的小小住民』

## 寵物們的類型
大致上，寵物的類型可以區分成三種：完全寄居於網誌、純粹放置在網誌上供人玩賞逗弄、網路遊戲的延伸裝飾品。
功能方面從最簡單基本的來訪計數、進階的互動遊戲到高階的成長變化都有，各類型的寵物或多或少都會有些重複性。但是這並不表示功能少的寵物就不好、功能多的寵物就一定比較有趣，應該要配合各人需求的不同，選擇最適合自己的寵物。

### 完全寄居
寵物們的活動以寄居的網誌為主。網誌的內容多寡、更新的速度、使用的語句、和網誌來訪者的互動...等因素都會影響到寵物的生長和變化。
目前這種類型的寵物，有三大種類最受歡迎，分別是日本so-net公司的「Harbot」, 日本CyberAgent公司的「Mero」〈暱稱為「水滴」〉以及香港Postgal(貓室)製作的 「Doll-doll」〈暱稱為「多多」〉。
以下就二者的共通點和相異處作簡單說明。

#### 共通點
- 特徵：在所有網誌寵物中，都是屬於功能最為強大、玩法多樣化、操作繁雜的類型。
- 基本功能：可以執行最基本的來訪人數統計、玩賞〈任何人都可以直接和寵物們玩遊戲、觀看寵物們的活動〉、自由裝飾寵物的家。
- 好友連結：具備好友連結功能，可用來取代一般的超連結，進而形成好友網。
- 成長：寵物的成長完全是依賴網誌內容的更新。
- 缺點：就是需要定期照顧。並不是只更新網誌就可以，還另外需要定期的登入寵物系統頁面。

#### 相異處
- 付費和免費：
  - Harbot提供付費和免費服務二種選擇。如果有支付費用，能夠享有的服務、權利和選擇就會相當多樣化且可自主決定。這一點尤其在「寵物之家的佈置」和「強制廣告欄位」最為明顯。
  - Mero目前只有免費服務，但是相對的，在寵物之家的佈置就傾向隨機、碰運氣。(不過現在可用Webmoney購買紅蜜瓜哦!)
- 遊戲：
  - 訪客和主人可以自由的和Harbot玩遊戲，像是賽車、神經衰弱等遊戲；也可以觀看Harbot自己的單人遊戲，像是踢球、彈跳、煙火等。
  - 只能觀看Mero自己的單人技能表演和遊戲。
- 成長：
  - Harbot的長相不會改變，嚴格來說所有的Harbot長相都是一模一樣。所以他們的成長就只能在用餐動作、交換日記和個性這三方面來觀察。

1. 用餐：Harbot會在接收到網誌伺服器的更新訊息之後，將那些訊息轉換成他們的食物，然後在主人的面前象徵性地進行用餐動作。
2. 會寫交換日記給主人，發表對於來訪客人的感想、遊戲心得等，但是那是從系統內建的語句去作變化的。
3. 會因為和主人之間的互動和網誌更新情況，個性方面將有些許變化；而這也將決定Harbot是否會經常性的離家出走。

- - Mero最明顯的變化則是在於長相和自主發言。

1. 長相：幼年時期的Mero長相差不多，可是一旦進入青春期和成年期，就會出現各種差異。先是從身體顏色開始變化，接下來則是長相和頭上的裝飾。
2. 發言：Mero所說出口的話全部都是從網誌內容擷取拼湊出來，而非系統內建。通常會說的話是以短句子居多，其次才是單字單詞。因為是採用隨機選取學習，所以無法預測Mero究竟會學習到哪篇網誌的哪個字詞；但是相對的也具有較高的期待感和新奇度。

### 純粹玩賞
這種類型的寵物種類最多樣化，通常只具備基本功能，但是都一定會發展出各自的特色。

#### 特徵
- 申請手續簡單：通常只需要信箱地址就可以申請，有些甚至會立刻提供寵物的程式語碼供人使用。
- 不需要費心照顧：網誌不常更新、很少和寵物互動也不會有所影響。
- 不需要定期登入系統頁面：可以自由選擇是否要登入寵物系統的頁面，就算長期不登入也不會有所影響。

#### 舉例
- cocoa island：有著短短著手腳、咖啡色、圓形大餅似的奇妙生物。會利用建造房子的方式顯示出該網誌的造訪人數，來訪人數越多，房屋造型就會越豪華寬廣。
- BlogPet：造型是現實生活中可見的各式動物。會隨機、悄悄的學習網誌作者的用語詞句，不定時的在網誌寫單句留言給主人。
- さすらいペット：暱稱是「飛行鳥」。登入系統頁面後可以指定寵物去特定地點旅行〈限日本國內〉，旅行途中寵物將傳遞各式風景照片給主人；而在網誌頁面上則可以看見飛行鳥旅行的行動、過程和結果。
- 占いモンキーなび：暱稱是「占卜猴」。可以占卜當天、隔天和當週的運勢，網誌來訪者也可以自由遊玩。

### 網路遊戲的延伸
來自於支援網誌展示功能的網路遊戲，提供程式語碼供人自由張貼使用。

#### 特徵
因為是網路遊戲的延伸，因此主要的遊戲功能全部都限制在該寵物系統中。也就是說，如果沒有登入系統，就什麼也不能做。是屬於純粹展示用的寵物。

#### 舉例
- Livly Island：非正式中文翻譯為「利夫利島」。以佈置寵物之家、交友、聊天、寵物的成長培養、玩家組織隊伍互動為主的線上遊戲。寵物造型多為想像、非現實的奇妙生物。提供付費和免費二種服務。
- 信じられない植物：非正式中文翻譯為「不可思議的植物」。以培養各種獨特造型的花為目的。另外會嚴格控制使用人數，各伺服器只提供200個名額，在現有使用者退出之前將無法申請新的帳號。
- miniworld：中文名稱是「迷你窩」，全中文介面。遊戲玩法近似Harbot和Livly Island，但是提供的功能已經超過Livly Island與Mero等純網路寵物。不但有寵物的餵食、變色等遊戲性特色，還包含了完整的交友功能，可在遊戲中互相認識筆友，並且通信。另外，miniworld內建了強大的部落格功能，註冊後即可擁有日記、相簿、留言板、可多達兩百人的好友名單、網址收藏、寄信功能、交友遊戲......而且還不斷在成長，目前已經是中文世界裡最火熱的部落格寵物（Alexa排行八月數字）。

## 外部連結
- doll doll 多多 香港首個Blog Pet
- Harbot（ハーボット）
- meromero park
- cocoa island （页面存档备份，存于）
- BlogPet （页面存档备份，存于）
- さすらいペット
- 占いモンキーなび （页面存档备份，存于）
- Livly Island
- 信じられない植物 （页面存档备份，存于）
- miniworld - 迷你窩 部落格 （页面存档备份，存于）
- さぽている